# Schlacht von Anchialos (917)

Verlauf der Schlacht am 20. August 917

Die Schlacht von Anchialos (bulgarisch Битката при Ахелой/Bitkata pri Acheloj, griechisch: Μάχη του Αχελώου) fand am 20. August 917 im Mündungsgebiet des Flusses Acheloj ins Schwarze Meer, nahe der Stadt Anchialos (heute Pomorie) und der heutigen bulgarischen Stadt Acheloj statt. Die Schlacht war eine militärische und politische Katastrophe für das Byzantinische Reich.

## Verlauf
Am Morgen des 20. August 917 begann der Kampf zwischen den Bulgaren und den Byzantinern. Die byzantinischen Generäle wollten den rechten bulgarischen Flügel überholen, um Simeons Truppen von den Balkanpässen abzudrängen. Der bulgarische Herrscher konzentrierte seine stärksten Kräfte auf den beiden Flügeln und beließ das Zentrum relativ schwach, um den Feind einkreisen zu können, wenn das Zentrum dem byzantinischen Angriff nachgeben würde. Simeon selbst führte die große Kavalleriereserve, die hinter Hügeln verborgen war, um den entscheidenden Schlag zu führen.
Der byzantinische Angriff war heftig, und es dauerte nicht lange, bis die Bulgaren sich im Zentrum ihrer Schlachtformation langsam zurückzogen. Die bulgarische Position wurde verzweifelt, da es nicht gelang, die Höhen im Süden des Flusses zu halten Es begann ein eiliger Rückzug nach Norden. Die Schlachtformationen der Byzantiner lösten sich nun auf, zumal sich das Gerücht verbreitete, dass ihr Kommandant, Leo Phocas, getötet worden war. Simeon, der die Unordnung in der byzantinischen Formation erkannt hatte, befahl seiner Armee stehenzubleiben. Er selbst an der Spitze seines schweren Kavalleriekorps griff den byzantinischen linken Flügel an. Der Angriff der Kavallerie löste Panik aus, und die Byzantiner flohen. Am Fluss Achelos erreichten die bulgarischen Truppen die Flüchtenden. Viele Soldaten ertranken im Fluss.
Simeon nahm persönlich an dem Kampf teil, sein Pferd wurde auf dem Höhepunkt der Schlacht getötet. Leo Phocas, dem Kommandanten der byzantinischen Truppen, gelang zunächst die Flucht nach Mesembria (heute Nesebar). Am Ende des Tages überwältigten die Bulgaren die Verteidiger der Stadt und eroberten diese. Leo Phocas entkam mit einem Schiff.
Der Sieg war ein großer Erfolg für den bulgarischen König, der sich kurz darauf in Konstantinopel zum Imperator (Zar) krönen und das bulgarische Kirchenoberhaupt zum Patriarchen ernennen ließ. Die byzantinische Armee verlor mindestens 4000 Soldaten. Auch mehrere Kommandanten wurden getötet. Die Schlacht war eine der blutigsten der mittelalterlichen Geschichte.
Es war nach der Schlacht im Jahr 708 und der Schlacht im Jahr 763 die dritte große Schlacht zwischen dem Ersten Bulgarischen und dem Byzantinischen Reich, die bei Anchialos stattfand.